# Castevoli
Castevoli è una frazione del comune italiano di Mulazzo, nella provincia di Massa-Carrara, in Toscana.
La frazione è composta dalle tre località principali di Borgo, Foce e Pieve, oltre che dalle borgate rurali di Bergondola, Ca' del Prado, Costa d'Arzola, Fontanasaqui, Percangiola, Pradola, Rivazzo, Sogaglia e Terceretoli.

## Storia

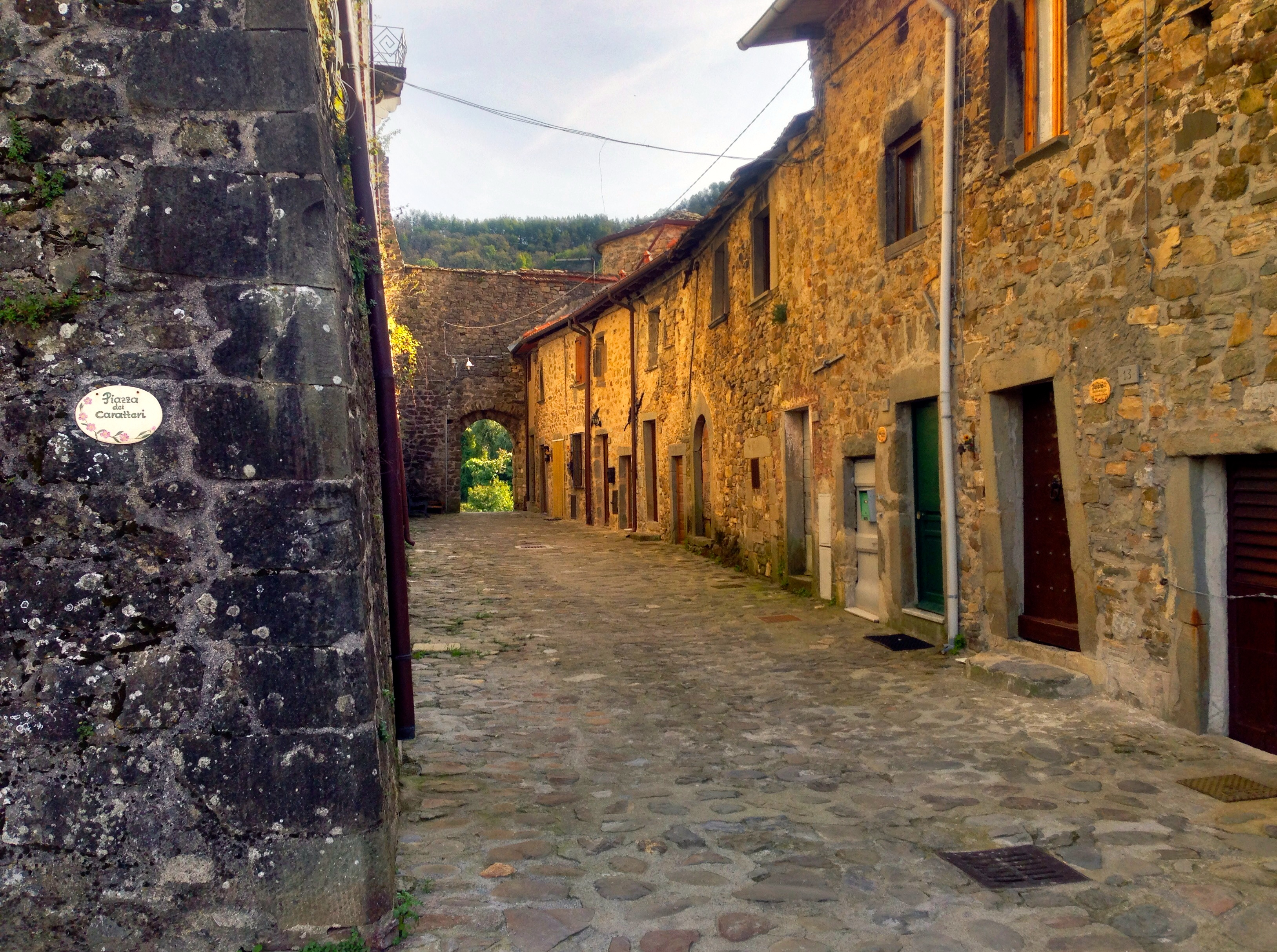
Piazza dei caratteri

Si ipotizza che il castello sia sorto su una piccola fortezza a presidio della strada romana per Piacenza. 
Le prime notizie di Castevoli risalgono al 1077 con la concessione dell'Imperatore Arrigo III del paese ai Marchesi Ugo e Folco d'Este consorti dei Malaspina, ai quali Castevoli pervenne nel 1195.
Nella divisione del 1221 restò assegnata a Corrado, capostipite della linea di Mulazzo, nella successiva divisione, conseguente alla morte di Federico di Corrado, Castevoli venne legata al feudo di Villafranca che la conservò fino al 1416 quando dovette cederla alla Repubblica di Genova.
Nel dominio genovese rimase fino al 1464; poi in seguito ai patti stipulati tra Tommaso di Campofregoso, che per acquisto ne era divenuto padrone, e Azzone Malaspina. di Mulazzo, Castevoli finì ai marchesi di Mulazzo che ben presto la riconsegnarono ai loro parenti di Villafranca. 
Rimase unita a Villafranca fino al 1561 quando, alla morte del marchese Giovan Battista, i due figli Alfonso e Tommaso spartirono í beni: al primo rimase il condominio di Villafranca diviso con il cugino Federico, a Tommaso restò soprattutto Castevoli che eresse in feudo diventandone primo signore. 
Nel 1574 questi ottenne dall'imperatore Massimiliano II, oltre all'investitura del feudo, «salvaguardia amplissima contro le pretenzioni del Senato di Milano», che vantava ragioni sui feudi della Lunigiana derivati dalla nota investitura di Venceslao. Nel marzo 1577 ebbe da Rodolfo II, succeduto al padre Massimiliano II, la più ampia conferma del feudo.
Aveva sposato Bianca, figlia di Niccolò Secca d'Aragona capitano generale di giustizia nello stato di Milano, e si era giovato della ricca dote della moglie anche per riattare e in parte trasformare il castello di Castevoli rendendolo più conforme alla funzione dí sede di feudo. All'ingresso aveva collocato una scritta che diceva del suo retto modo di condursi:
Dopo la sua morte, avvenuta nel 1603, il figlio Francesco terminò l'opera che fece di Castevoli un complesso borgo feudale pianificato, con un'imponente residenza centrale e una cinta fortificata a racchiudere le case del paese.
Il ramo castevolese della famiglia Malaspina si estingue con la morte di Niccolò di Tommaso II nel 1676 senza lasciare eredi, il feudo viene quindi reclamato ed ottenuto da Alfonso Malaspina di Villafranca nel settembre 1678.
Nel 1678 Alfonso II diviene così marchese di Castevoli, Cavanella, Stadomelli ed ha in comunione col ramo di Villafranca il castello di Malnido dal quale governano ad anni alterni col ramo di Villafranca. Questa linea si estingue direttamente nel 1744, con Scipione II che lascia il feudo al fratello minore Opizzone Paolo, il quale cede una porzione del feudo ai marchesi di Mulazzo e a quelli di Tresana. Nel 1757 cede parte del marchesato alla linea di Mulazzo e parte alla linea di Villafranca. 
Gli succede nel 1759 Tommaso III, sotto la reggenza della madre Edvige e di Annibale Malaspina fino al 1774. Rientrato da Roma per prendere il governo del feudo, dapprima crea gravi contrasti con la linea di Mulazzo per questioni di confini e di pedaggi e con la Toscana per i confini tra Lusuolo e Canossa (1763), poi dal 1791-94 iniziano una serie di rivolte contro il suo governo autoritario e dispotico per l'imposizione di lavori e tasse gravose. 
Tommaso, che risiede spesso a Roma, governa il feudo fino al 1797, ereditando nel 1796 dalla linea maggiore della Virgoletta l'intero marchesato di Villafranca.
Il popolo, dopo aver goduto da più di un secolo di relativa libertà, si trova oppresso dalle richieste dei Malaspina di Villafranca, così nel 1791 inizia una sommossa popolare che terminerà nel 1795.
Dopo due secoli di abbandono, nel 1991 hanno inizio i restauri ad opera di Erica End e Loris Nelson Ricci, che terminano nel 1998 aprendo un atelier nella Casa Torre Malaspina.

## Monumenti e luoghi d'interesse

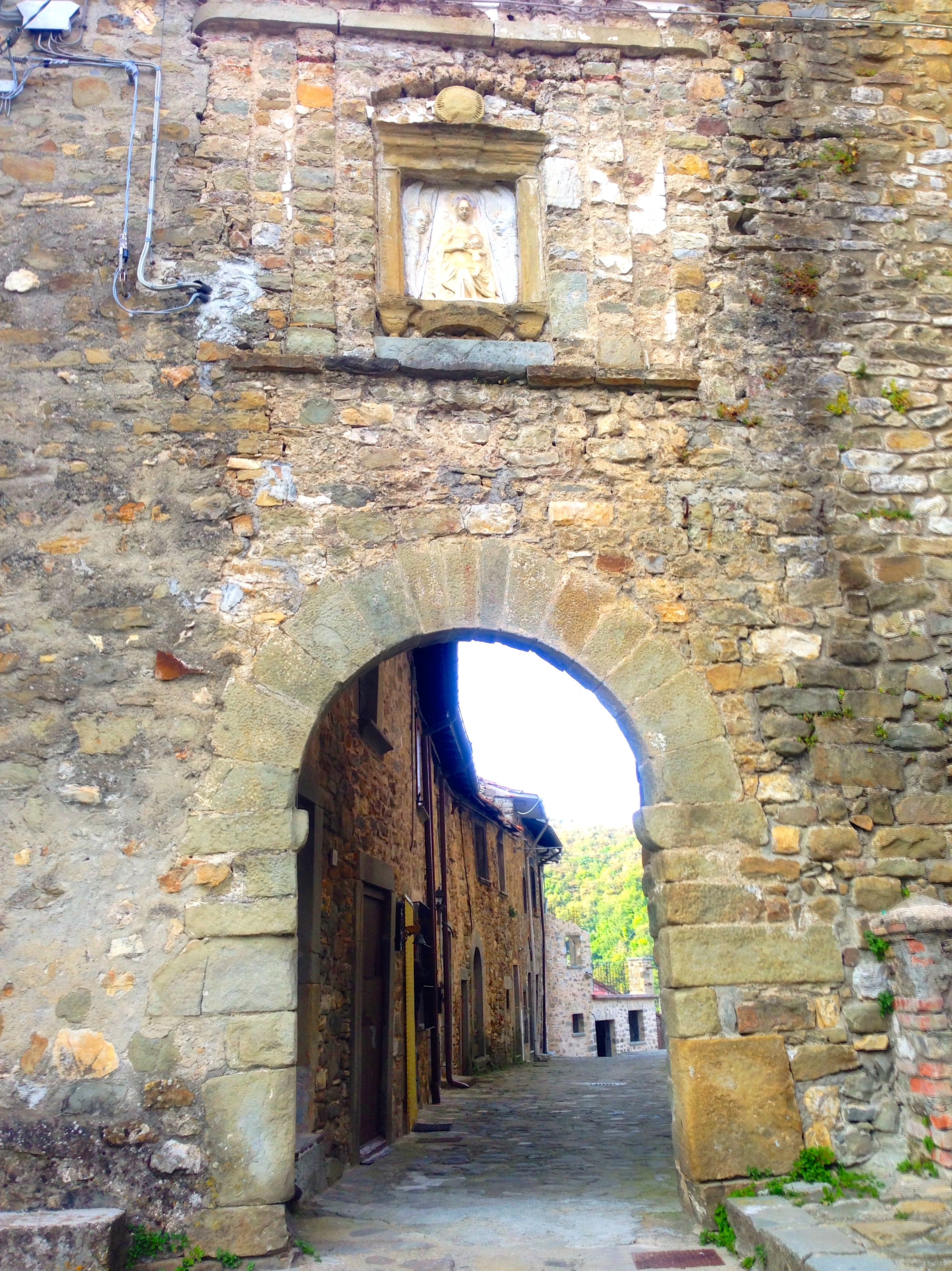
Madonna con bambino del XVI secolo

Il borgo è caratterizzato da un ingresso protetto da due porte, e da un massiccio torrione cilindrico in pietra, all'entrata del Borgo vi è murata una Madonna con Bambino del XV secolo, in marmo con a lato due angeli in arenaria. Ha una grande corte interna triangolare circondata dal mastio e dalla torre collegati in un organismo compatto.
La chiesa interna al borgo è precedente alla costruzione del castello ma nel 1948 è crollato il tetto rendendo la struttura inagibile ed in evidente stato di degrado nonostante siano ancora visibili alcuni affreschi.
Di fronte al borgo si trova l'antico convento degli Agostiniani e l'oratorio di San Bernardino, utilizzato come chiesa conventuale prima e come cappellania per il paese del Borgo di Castevoli poi, insieme all'accesso cimitero. Poco più in alto in località Pieve, si trova la pieve di San Martino, con un campanile a vela in pietra arenaria, rinforzato da un grosso arco e sperone, a pochi metri da una maestà rappresentante San Martino guerriero nell'atto di tagliare il suo mantello e porlo ad un mendicante infreddolito.